# Jan Werich
Jan Werich (ur. 6 lutego 1905 w Smíchovie, zm. 31 października 1980 w Pradze) – czeski aktor, dramatopisarz, prozaik, tłumacz i dyrektor teatralny.

## Biogram
W latach 1924–1927 studiował prawo na Uniwersytecie Karola w Pradze. W teatrach występował od 1927 roku, a na ekranie debiutował w 1931 roku.
Razem z Jiřím Voskovcem występował na awangardowej scenie Osvobozené divadlo w Pradze (1927–35 i 1937–38; w latach 1935–1937 tzw. Spoutané divadlo). W swojej twórczości obaj wykorzystywali elementy rozrywki i satyry, w latach 30. zwracali też uwagę na niebezpieczeństwo faszyzmu (sztuki – Vest Pocket Revue, 1927; Smoking Revue, 1928; …si pořádně zařádit, 1928; Golem, 1931; Caesar, 1932; Osel a stín, 1933; Kat a blázen, 1934; Balada z hadrů, 1935; Rub a líc, 1937; Těžká Barbora, 1937).
W latach 1938–1945 na emigracji w Stanach Zjednoczonych, gdzie uczestniczył w życiu teatralnym. Po powrocie do kraju odnowił Osvobozené divadlo (1946–47), ale w 1950 roku Jiří Voskovec wyjechał na stałe do USA. W latach 1948–1950 aktor teatru Umění lidu w Pradze-Karlinie, później także szef zespołu tego teatru (do 1952 roku). W okresie 1948–1955 kierownik kolektywu twórczego FS Barrandov. Potem dyrektor teatrów Divadlo satiry (1955–1957) i Divadlo ABC (1957–1961). W latach następnych związany z Miejskimi Teatry Praskimi (1961–63) i Teatrem Muzycznym (1963–68).
Występował w filmach, m.in.: Pudr a benzin (1931), Hej rup! (1934), Svět patří nám (1937), Cesarski piekarz (1951), Był sobie król (1954) i Gdy przychodzi kot (1963), oraz w programach telewizyjnych (Uspořená libra, 1964).
Wydał też książki Italské prázdniny (1960) i Fimfárum (1960). Za wsparcie procesu demokratyzacji w latach 1968–1969, m. in podpisanie Manifestu 2000 słów, był później "wymazany" z kultury czeskiej, do której się wrócił dopiero po podpisaniu tzw. Antykarty w styczniu 1977 roku (co władze partyjne  wymusiły podstępem).
W 1995 roku został pośmiertnie odznaczony Medalem Zasługi Republiki Czeskiej II stopnia.